# Fédération Française de la Randonnée Pédestre

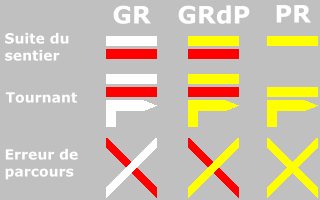
Señalización de senderos de gran y pequeño recorrido en Francia

La Fédération Française de la Randonnée Pédestre (abreviado FFRandonée) es una asociación no lucrativa creada en 1978 que agrupa diversos clubs con el fin de facilitar el acceso de los senderistas a los senderos señalizados. Su eslogan es «Les chemins, une richesse partagée» (Los caminos, una riqueza compartida)
Llamada primero Comité national des sentiers de grande randonnée (CNSGR) es reconocido de utilidad pública por decreto del 22 de febrero de 1971. En 1978 se convierte en Fédération française de randonnée pédestre, que es rebautizada como Fédération française de la randonnée en 2007. En diciembre de 2018 contaba con 3430 clubs afiliados, en el conjunto del territorio nacional metropolitano y de ultramar. Asimismo, en esa fecha contaba con 245.033 miembros, 115 comités, 180.000 km de senderos señalizados y 230 topoguías.

## Señalización

Señalización de los GR de Pays

Una de las misiones de la federación es el mantenimiento de los itinerarios y su señalización, así como abrir nuevos. Los senderos son reparados en con ayuda de marcas de pinturas. Hay tres tipos de itinerarios:
- los senderos de gran recorrido (GR)
- los senderos de gran recorrido regionales (sentier de grande randonnée de pays, GR Pays o GR de Pays o GRP)
- los senderos de pequeño recorrido o de paseo (PR)